# Iglesia de San Martín (Urtx)

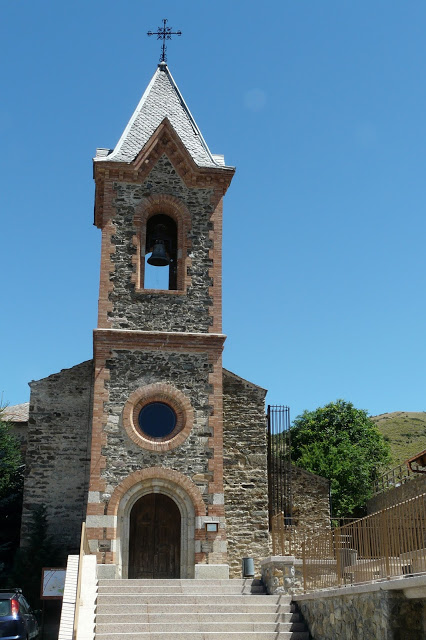
Iglesia de San Martín de Urtg

La iglesia de San Martín de Urtg (en catalán Sant Martí d'Urtx) se encuentra en la localidad de Urtg perteneciente al municipio de Fontanals de Cerdanya, en la provincia de Gerona, Cataluña (España).
Documentada en el año 1119, cuando el obispo Ot de Urgel la donó como dependiente de la canónica de Santa María de Serrabona del Rosellón francés.

## Edificio
La iglesia, reconstruida en el siglo XII, primitivamente tenía la planta trapezoidal con un ábside semicircular en la cabecera. Ha sido reformada en varias ocasiones, tanto sus muros como el ábside son reconstruidos, el campanario también forma parte de estas modificaciones y el refuerzo en el grueso de las paredes laterales que consiguieron así una anchura de 1,75 metros.
La portalada de piedra granítica es la original aunque cambiada de emplazamiento, presenta un arco de medio punto con dos arquivoltas, la exterior con motivos escultóricos de cuatro caras, dos por lado, en el centro una cabeza de buey y el resto de la decoración son pequeñas pirámides, la arquivolta interior está formada por un bordón.